# 野口明彦
野口 明彦（のぐち あきひこ、1953年3月6日 - ）はミュージシャン（ドラマー）。東京都中野区出身。

## 来歴
- 1972年、大貫妙子 とのセッションを見に来ていた(後にセッションに加わる。)山下達郎に声を掛けられ、大貫と山下の自主制作LPの参加メンバーの村松邦男、鰐川己久男(後に脱退)とシュガー・ベイブ結成。
- 1975年 シュガー・ベイブ脱退後（後任は上原裕）、センチメンタル・シティ・ロマンスへ移籍。
- 1980年 センチメンタル・シティ・ロマンスを脱退してフリーとなる。その後数々なアーティストのライブサポート、レコーディングをつとめる。
- 1993年 センチメンタル・シティ・ロマンスにサポートメンバーとして復帰。
- 1998年 岩田浩史とドラムとギターだけのユニットBrush&Picks（ブラッシュ＆ピックス　通称「ブラピ」）を結成。

## 主なアルバム・ライブ参加アーティスト
- 加藤登紀子
- 柳ジョージ
- 浜田省吾
- 竹内まりや
- 鈴木祥子
- 来生たかお
- 宮原学
- 山根麻衣
- EPO
- 五島良子
- 岡村孝子
- 服部祐民子
- 橘いずみ
- 柿島伸次
- Le Couple
- 辛島美登里
- 楠瀬誠志郎
- CHARA
- Kiroro

（順不同）